# Докучаєвська міська територіальна громада
Докучаєвська міська громада — номінально утворена територіальна громада в Україні, у Кальміуському районі Донецької області. Адміністративний центр — місто Докучаєвськ.
Територія утвореної територіальної громади є тимчасово окупованою.
Утворена розпорядженням Кабінету Міністрів України від 12 червня 2020 р. № 710-р.

## Населені пункти
До складу громади входить місто Докучаєвськ, 5 селищ (Малинове, Молодіжне, Нова Оленівка, Новомиколаївка, Оленівка, Ясне) та 7 сіл: Андріївка, Доля, Кремінець, Луганське, Любівка, Сигнальне, Червоне.